# Zoë Heller
Zoë Kate Hinde Heller (Londres, 7 de Julho de 1965) é uma jornalista e romancista inglesa residente em Nova York. Publicou três romances, Everything You Know (1999), Notes on a Scandal (2003) e The Believers (2008). Notes on a Scandal foi selecionado para o Prémio Booker e adaptado para uma longa-metragem em 2006.

## Primeiros anos
Heller nasceu em St Pancras, no norte de Londres, a mais jovem de quatro filhos de Caroline (née Carter) e Lukas Heller, roteirista de sucesso; os pais separaram-se quando ela tinha cinco anos. O seu pai era um imigrante judeu alemão e a mãe era inglesa e Quaker. O avô paterno era o filósofo político Hermann Heller. O irmão é o roteirista Bruno Heller.

## Publicações
Heller publicou três romances, Everything You Know (1999), Notes on a Scandal (2003), que foi um dos seis livros selecionados para o Booker Prize e adaptado para filme em 2006, e The Believers (2008). The Believers foi selecionado para o International Dublin Literary Award em 2010.
Em 2009,  doou o conto O que ela fez nas férias de verão ao projeto 'Ox-Tales' da caridade Oxfam, quatro coleções de histórias do Reino Unido escritas por 38 autores. A sua história foi publicada na coleção 'Water'.

## Vida pessoal
Em 2006, casou com o roteirista Lawrence Konner numa cerimónia judaica "mínima"; separaram-se em 2010. Heller mora em Nova York com as filhas, Lula e Frankie.

### Vídeo clipes
- Entrevista com Allan Gregg no Canadá